# 瘤糖茶藨子
瘤糖茶藨子（学名：Ribes himalense var. verruculosum）为虎耳草科茶藨子属下的一个变种。

## 扩展阅读
- 維基物種上的相關：瘤糖茶藨子